# День рідкісних захворювань
День рі́дкісних захво́рювань вперше запроваджений Європейською організацією рідкісних захворювань (ЄВРОРДІЗ EURORDIS — European Organization for Rare Diseases) 29 лютого 2008 року. Громадські акції, що проводяться цього дня, набули не тільки європейського, а й світового масштабу. Останній день лютого у високосному році обрано не випадково — рідкісний день, що випадає лише раз на чотири роки, ототожнюється з «особливими людьми».
У світі не існує лікування більш ніж для 6000 рідкісних хвороб, 75 % з яких вражають пацієнтів дитячого віку. Рідкісною вважається хвороба, яка рідко зустрічається в загальній популяції населення, загрожує життю або хронічно прогресує, призводить до смерті чи інвалідності. За затвердженими міжнародними нормативами поріг віднесення того чи іншого захворювання до рідкісних припадає на частоту менше 1 з 2000 громадян (схвалено програмою з рідкісних захворювань на 1999—2003, Правилами (EC) 141/2000).
У 2016 році обличчям Дня рідкісних захворювань стала українська дівчина зі спінальною м'язовою атрофією.
Головна мета цього дня — підвищити розуміння суспільством рідкісних захворювань, їхній вплив на життя пацієнтів у всіх аспектах, визначити рідкісні захворювання одним з пріоритетів для системи охорони здоров'я, привернути увагу до розвитку досліджень, необхідних для безпечної та дієвої підтримуючої терапії та лікування рідкісних захворювань, показати, що, незважаючи на рідкісність таких пацієнтів, вони мають рівне право на медичну допомогу, навчання, доступ до суспільного життя.
Парадокс рідкості
Навіть при тому, що «хвороби рідкісні, пацієнти з рідкісними хворобами — численні», тому «вельми зазвичай мати рідкісну хворобу». 80 % рідкісних хвороб мають генетичну природу. Вони можуть бути успадковані, набуті з виниклої генної мутації або від хромосомного порушення. Фактично, рідкісна хвороба може бути замаскована проявом інших порушень здоров'я, які можуть призвести до помилкового діагнозу. Незважаючи на свою різноманітність, рідкісні хвороби мають спільні риси:
- вони призводять до дуже важкого хронічного, часто небезпечного для життя стану;
- рідкісні хвороби починаються в дитинстві у половині випадків;
- під загрозу ставиться якість життя пацієнтів з рідкісними захворюваннями;
- з'являється нестача або повна втрата автономії;
- важке психологічне навантаження: страждання пацієнтів з рідкісним захворюванням, їхні близькі перебувають в психологічному розпачі через брак надій на одужання, відсутність щоденної практичної підтримки.

У 2008 році європейську ініціативу підтримав Харківський благодійний фонд «Діти зі спінальною м'язовою атрофією», чим започаткував участь України кожного наступного року у заходах цього Дня.